# Lägerdorf
Lägerdorf er en by og kommune i det nordlige Tyskland, beliggende i Amt Breitenburg under Kreis Steinburg. Kreis Steinburg ligger i den sydvestlige del af delstaten Slesvig-Holsten.

## Geografi
Lägerdorf ligger omkring fem kilometer sydøst for Itzehoe ved motorvejen A23 fra Hamborg til Itzehoe. Byens omgivelser er præget af cementindustri og kridtgruberne Kreidegrube Schinkel, Kreidegrube Heidestraße, Kreidegrube Saturn og enkelte ældre opfyldte gruber.